# Красный Городок (Калужская область)
Кра́сный Городо́к — деревня в Ферзиковском районе Калужской области. Административный центр сельского поселения «Деревня Красный Городок».

## География
Деревня находится на берегу ручья Городенка, на расстоянии 37 км к западу от посёлка Ферзиково, административного центра района, и 16 км к востоку от города Калуга, административного центра области.

### Часовой пояс
Деревня Красный Городок, как и вся Калужская область, находится в часовой зоне МСК (московское время). Смещение применяемого времени относительно UTC составляет +3:00.

## Население
| 2002 | 2010 | 2011 |
| ---- | ---- | ---- |
| 412  | ↗416 | ↘395 |

## Достопримечательности
- Остов Церкви Успения Пресвятой Богородицы 1759 года постройки[5].
- Усадьба Голицыных, по мнению некоторых экспертов, построенная известным архитектором А. Н. Воронихиным[6].